# Record Plant

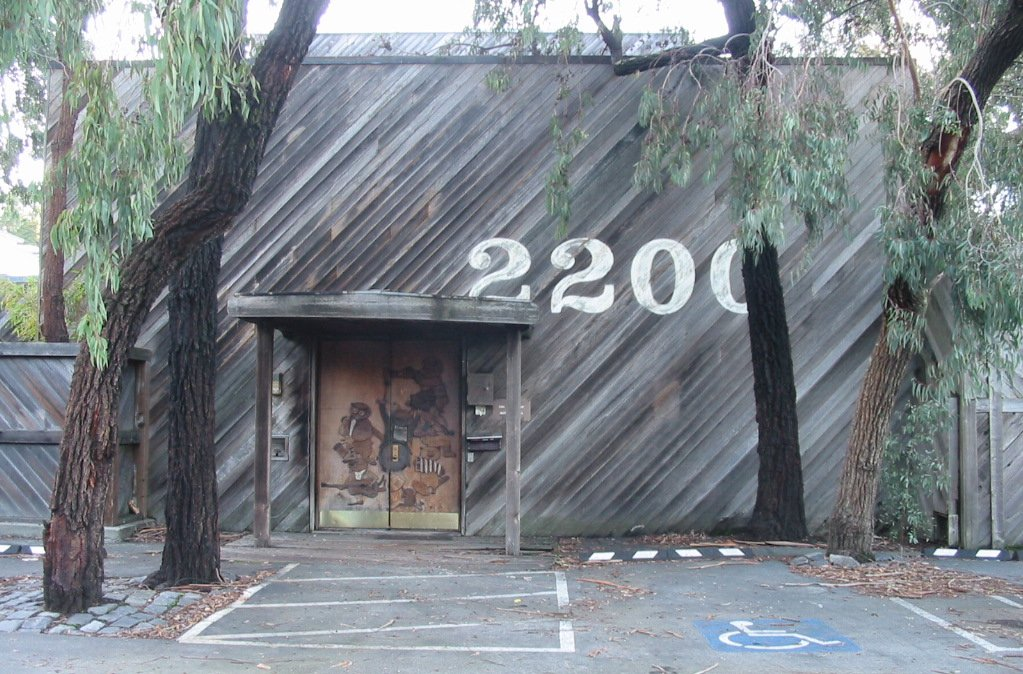
Фасад здания студии в Сосалито, Калифорния

Record Plant — бывшая студия звукозаписи, расположенная в Нью-Йорке (с филиалами в Лос-Анджелесе и Сосалито). Студии прославились благодаря инновационному оборудованию и передовому подходу в работе, благодаря чему в разные годы в их стенах были записаны такие знаковые пластинки, как New York Dolls группы The New York Dolls, Born to Run Брюса Спрингстина, Parallel Lines Blondie, Load и Reload Metallica, Hotel California The Eagles, Rumours Fleetwood Mac, She’s So Unusual Синди Лопер, Two Steps from the Move Hanoi Rocks, The Marshall Mathers LP Эминема, Appetite for Destruction группы Guns N' Roses и The College Dropout Канье Уэста. Среди более поздних записей можно выделить ARTPOP Леди Гаги, Black Messiah Ди Энджело, Lemonade Бейонсе и Thank U, Next Арианы Гранде.
Самая первая студия Record Plant была основана в Нью-Йорке в 1968 году Гэри Келлгреном и Крисом Стоуном. На следующий год они открыли филиал в Лос-Анджелесе, а в 1972 году — в Саусалито, штат Калифорния. В 1980-х годах студии в Нью-Йорке и Саусалито были проданы; первая закрылась в 1987 году, вторая — в 2008 году. Студия в Лос-Анджелесе проработала до 2024 года.
Нью-йоркская студия Record Plant была первой в своём роде, выделяясь на фоне конкурентов акцентом на непринуждённую обстановку и максимально комфортные условия для артистов, чем кардинально отличалась от аскетичных студийных помещений, укоренившихся в 1960-е годы. Келлгрен и Стоун воплотили схожие концепции в филиалах, добавив туда джакузи и бильярдный стол. Позже Стоун так высказывался о своём партнёре: «Он [Келлгрен] в одиночку ответственен за превращение студий звукозаписи из тех, какими они были раньше — с люминесцентными лампами, белыми стенами и деревянными полами, — в [привычные для нас] жилые помещения, которыми они являются сегодня». Впоследствии в лос-анджелесской студии также появились отдельные VIP-секции для отдыха.

## Нью-Йорк
В 1967 году Гэри Келлгрен трудился в качестве звукорежиссёра в нескольких нью-йоркских студиях звукозаписи, включая Mayfair Studios на окраине Таймс-сквер, представлявшей собой унылый однокомнатный офис на верхнем этаже, в котором располагался единственный профессиональный 8-дорожечный магнитофон в городе. Помимо своих прямых обязанностей (в числе прочих, Коллаген поработал над синглом «Sunday Morning» группы The Velvet Underground, а также материалом для Фрэнка Заппы и Джими Хендрикса), он также подметал там полы. В конце 1967 года с Келлгрен познакомился с Крисом Стоуном, выпускником бизнес-школы из Калифорнии. Они быстро нашли общий язык, так как жена Гэри, Марта, была на седьмом месяце беременности и боялась предстоящих родов, а жена Стоуна, Глория, только что родила. Новоявленные приятели решили, что им можно было бы собраться всем вместе о поделиться опытом, чтобы облегчить беспокойство Марты.
Несмотря на «диаметральную противоположность» по натуре (Стоун был бизнесменом до мозга костей, а Келлгрен — очень творческой личностью), они быстро сдружились. Увидев Келлгрена за работой, Стоун счёл, что его новый друг занижал свой творческий потенциал. Небольшая студия брала со своих клиентов по 5000 долларов в неделю, а Келлгрену причиталось всего 200 долларов. Поэтому он предложил Келлгрену попросить прибавку к зарплате, и вскоре он начал зарабатывать по 1000 долларов в неделю. Стоун получил степень магистра делового администрирования в Школе менеджмента Калифорнийского университета и работал торговым представителем бренда Revlon. Он убедил Келлгрена, что они могли бы одолжить 100 000 долларов у Джоанны Ревсон Джонсон, и открыть новую студию звукозаписи. Джонсон была бывшей моделью и женой основателя Revlon Чарльза Ревсона. После развода она вышла замуж за Бена Джонсона, который был моложе её на 21 год.
В начале 1968 года Келлгрен и Стоун начали строительство студии по адресу 44-я Уэст-стрит, дом 321, создав помещение, схожее по комфорту с гостиной. Студия была открыта 13 марта 1968 года и располагала инновационным 12-дорожечным магнитофоном фирмы Scully Recording Instruments. Наслышанный о Record Plant Том Уилсон убедил продюсера Хендрикса, Чеса Чендлера, забронировать студию с 18 апреля до начала июля, чтобы записать там новый альбом музыканта Electric Ladyland. В начале апреля, незадолго до начала сессий Хендрикса, группа Soft Machine за четыре дня записала в Record Plant свою дебютную пластинку, спродюсированную Уилсоном и Чендлером при участии Келлгрена, в качестве звукорежиссёра. Когда Хендрикс прибыл в студию, Келлгрен помогал ему в течение нескольких дней, пока Эдди Крамер, звукорежиссёр гитариста, не прилетел из Лондона. Во время работы над Electric Ladyland в студию также приобрели 16-дорожечный магнитофон.
В 1969 году Келлгрен и Стоун продали нью-йоркскую студию TeleVision Communications (TVC), компании кабельного телевидения, которая расширяла свой портфель услуг. Целью продажи было создание филиала студии в Лос-Анджелесе.
Следующим важным проектом для Record Plant стало сведение песен, записанных на фестивале в Вудстоке. На это ушло больше месяца, так как условия, при которых происходила запись, оставляли желать лучшего, а некоторые звуковые дорожки содержали одновременно и вокал, и инструменты, что не позволяло обработать их по-отдельности. В 1970 году Studio A (Record Plant) стала первой студией звукозаписи, предназначенной для микширования квадрафонического звука.
1 августа 1971 года при помощи передвижного оборудования студии было записано первое публичное мероприятие, «Концерт для Бангладеш» Джорджа Харрисона, в Мэдисон-сквер-гарден.
В январе 1972 года компания Warner Communications выкупила студию у TVC. В свою очередь, главный звукорежиссёр Record Plant Рой Чикала выкупил её у Warner, тем самым, фактически, вернув её своим основателям.
В апреле 1973 года группа The New York Dolls записала в студии свой дебютный альбом, спродюсированный Тоддом Рандгреном. По прошествии лет пластинка приобрела статус культовой и «одной из величайших в истории».
В конце 1973 года группа Aerosmith начала записывать в Record Plant свою вторую пластинку Get Your Wings. Продюсером был назначен Боб Эзрин (известный хитмейкер, ответственный за наиболее популярные композиции Элиса Купера), однако звукорежиссёр Джек Дуглас (начинавший в студии в должности уборщика) так много сил вложил в проект, что его стали называть шестым участником группы. Песня «Lord of the Thighs» была написана и записана во время ночной сессии после того, как группа решила, что будущей пластинки не хватает ещё одной песни. Когда Aerosmith вернулись в Record Plant в начале 1975 года, чтобы записать Toys in the Attic, они сразу же назначили Дугласа единоличным продюсером альбома.
Композиция «Walk This Way» была написана после того, как Дуглас вместе с Aerosmith (без Стивена Тайлера) пошли смотреть фильм «Молодой Франкенштейн». Им особенно понравилась юмористическая фраза (рус. «Иди этой дорогой»), произнесённая Марти Фельдманом, играющим горбуна. После того как музыканты вернулись из кинотеатра они предложили Тайлеру назвать так новую песню, после чего фронтмен придумал и написал слова прямо на стене лестничного пролёта студии. Спустя два года, Дуглас привёз передвижную студию Record Plant («White Truck») в Сенакль, бывший монастырь (вмещающий около трёхстот келий) в Армонке, чтобы записать там с группой их пятую пластинку Draw the Line (1977).
В 1978 году звукорежиссёр Дэвид Хьюитт и его команда (в составе Джона Венейбла, Фила Гитомера, Роберта Макалистера и Дэйва Брауна) оборудовали новую инновационную передвижную студию Record Plant, назвав её «Black Truck». Сотрудничая с известными музыкантами (от Ареты Франклин до Фрэнка Заппы) они обзавелись прочной клиентской базой среди представителей радио, теле- и киноиндустрии. В число записанных «Black Truck» выступлений входят первый концерт MTV в прямом эфире, премии «Тони», «Грэмми» и телепередача Live from the Metropolitan Opera, а также фильмы-концерты Hail! Hail! Rock ’n’ Roll, Let’s Spend the Night Together, Rust Never Sleeps, No Nukes и Queen Rock Montreal.
8 декабря 1980 года Джон Леннон записал в Record Plant композицию «Walking on Thin Ice», в этот день он был застрелен Марком Чепменом. В ночь, когда Леннон был убит, Вилли Нил записывал в студии альбом Golden Down.
В начале 1980-х годов певица Синди Лопер записала в студии свой дебютный альбом She’s So Unusual, одну из самых культовых поп-пластинок десятилетия. Первый альбом женщины, чьи пять синглов попали в Top-5 чарта Billboard Hot 100.
В 1989 году нью-йоркская студия была продана Джорджу Мартину и вскоре закрыта.

## Лос-Анджелес

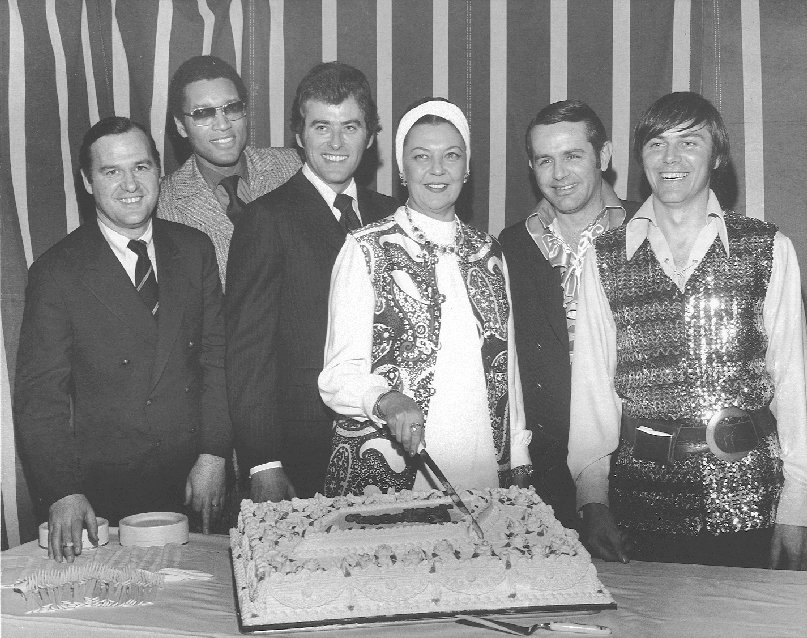
Праздник в честь открытия студии в Лос-Анджелесе («Record Plant West»), 4 декабря 1969 года. Слева направо: адвокат Том Батлер, продюсер Том Уилсон, инвесторы Бен Джонсон и Ник Джонсон, Крис Стоун и Гэри Келлгрен

Окрылённые быстрым успехом нью-йоркской студии, Келлгрен и Стоун решили перебраться на Западное побережье и открыть ещё одну студию в Лос-Анджелесе. Чтобы спроектировать студию, они заключили контракт с Томом Хидли, который основал TTG Studios в 1965 году и стал известен в Лос-Анджелесе тем, что подбирал выокодецибельное оборудование специально под нужды исполнителей рок-музыки, самого популярного жанра на тот момент. По словам Стоуна, Хидли был приглашён в качестве «третьего мушкетёра». Одним из первых сотрудников этой студии был племянник Криса Стоуна, Майк Д. Стоун, который получил должность звукорежиссёра.
Студия (известная как «Record Plant West») открылась 4 декабря 1969 года по адресу Третья западная улица, дом 8456, недалеко от бульвара Ла Сьенега. Помещение было оборудовано 16-дорожечным магнитофоном, более передовым, чем 12-дорожечный в Нью-Йорке (известной как «Record Plant East»), а студийное время стоило 20—25 процентов дешевле, чем в большинстве студий Востока. В 1970 году, чтобы идти в ногу со временем и сохранять статус лидера отрасли, был приобретён 24-дорожечный магнитофон стоимостью 42 000 долларов. Инновационный аппарат был собран компанией Hidley, но в течение следующих трёх лет он использовался всего лишь на нескольких сессиях.
За несколько лет Стоун и Келлгрен накопили достаточно средств, чтобы выкупить свою студию у Warner Communications и расшириться филиалом в Сосалито. В 1973 году они начали активно предлагать местным звёздам услуги передвижной студии, записывая выступления Alice Cooper, Викки Карр, Слая Стоуна, Тодда Рандгрена, Джо Уолша и Рода Стюарта и других исполнителей. Параллельно студия плотно сотрудничала с несколькими артистами — группой The Gap Band (клиентом Shelter Records); певицей Мэри Маккрири, которую продюсировал её муж Леон Расселл — а также создателями ситкома The Partridge Family, работавшими с Bell Records под руководством продюсера Уэса Фаррелла.

### Jim Keltner Fan Club
В марте 1973 года, когда на Третьей западной улице была открыта ещё одна студия — Studio C — в которой, с подачи Келлгрена, начали проходить регулярные воскресные джем-сейшены («Jim Keltner Fan Club Hour») при участии известного студийного барабанщика Джима Келтнера, хорошего друга звукорежиссёра. Известные рок-музыканты приходили, чтобы поиграть вместе с Келтнером, включая Пита Таунсенда, Ронни Вуда, Билли Престона, Мика Джаггера и Джорджа Харрисона. Харрисон в шутку упомянул про эти сессии на задней стороне обложке альбома Living in the Material World, предлагая отправить в «Jim Keltner Fun Club» «проштампованного раздетого слона…» (англ. «send a stamped undressed elephant...»). Сделав это в качестве каламбурного подкола над саморекламой Пола Маккартни из его альбома Red Rose Speedway (на чьей обложке было указано «для получения дополнительной информации о Wings' Fun Club отправьте конверт с маркой и обратным адресом…» — «for more information on the Wings' Fun Club send a stamped self-addressed envelope…»), Харрисон написал в своём собственном альбоме относительно «Jim Keltner Fun Club».
Клавишник Уильям «Смитти» Смит вспоминал, что в студии Clover Studios на бульваре Санта-Моника, недалеко от Вайн-стрит в Голливуде, тоже регулярно проходили джем-сейшены музыкантов, однако растущее число музыкантов вскоре переросло это место, и некоторые из них перебрались в Record Plant. Смит был завсегдатаем джемов в Studio C, но в одно из воскресений он не смог прийти и отправил вместо себя своего друга Дэвида Фостера. Фостер настолько хорошо сыгрался с другими музыкантами, что тут же получил предложение создать группу. В новоиспечённый коллектив, получивший название Attitudes, помимо него вошли Полом Столлуорт (бас), Дэнни Корчмар (гитара) и Джим Келтнер (ударные).
Один из джем-сейшенов Келтнера, состоявшийся в конце декабря 1973 года, впоследствии стал известен как «Too Many Cooks». Под руководством Джона Леннона звёздный состав музыкантов — Мик Джаггер (вокал), Келтнер (ударные), Кортчмар и Джесси Эд Дэвис (гитары), Эл Купер (клавишные), Бобби Киз (тенор-саксофон), Тревор Лоуренс (баритон-саксофон), Джек Брюс (бас) и Гарри Нилсон (бэк-вокал) — исполнил кавер-версию блюзовой песни «Too Many Cooks (Spoil the Soup)».
Джаггеру было сложно тянуть высокие ноты, чтобы достичь предела своего вокального диапазона, и он остался недоволен результатом. В 1977 году журналист Люциан Траскотт писал, что Келлгрен посоветовал Джаггеру «просто смириться с этим», положив конец жалобам музыканта. После того, как личная ассистентка и любовница Леннона Мэй Панг обнародовала мастер-записи «Too Many Cooks», композиция была включена в сборник Джаггера The Very Best of Mick Jagger (2007). Музыкант и журналист Стивен Ван Зандт описал вокал Джаггера как «неровный, но как всегда чертовски мастерский», а саму песню назвал «изумительной», с «сентиментальными нотками соула, [которые] берут [тебя] за живое и западают в душу».
В марте 1974 года, в первую годовщину «Jim Keltner Fan Club Hour», был организован специальный джем-сейшен. В состав музыкантов вошли: Ринго Старр, Муз Джонсон и Келтнер (ударные), Леннон, Марк Бенно и Дэвис (гитары), Рик Греч (бас), Киз (саксофон), Джо Витале (флейта), Мэл Эванс (перкуссия), а также Джин Кларк (вокал). В тот же период Келтнер работал над сольной пластинкой Джека Брюса (экс-Cream) Out of the Storm, под руководством продюсера Энди Джонса.
Параллельно в Record Plant работал Стиви Уандер, который микшировал пластинку Fulfillingness’ First Finale (1974), используя специально построенную для него Studio B. В Record Plant Джек Брюс впервые встретился с барабанщиком Брюсом Гэри (позднее прославившимся в составе The Knack), когда тот попросился поджемовать на один из сейшенов. Хотя Гэри показался Брюсу «начинающим барабанщиком», он подружился с ним и нанял его, когда они оба вернулись в Англию.
28 марта 1974 года, через несколько недель после юбилейного джема, некоторые из его участников собрались в Burbank Studios на новый сейшен, также получивший название «Jim Keltner Fan Club Hour», хотя Келтнер не имел к нему никакого отношения. Леннон помузицировал, среди прочих, с Кизом, Дэвисом, Уандером, а также Маккартни. Черновые записи (посредственного качества) были изданы в виде бутлега A Toot and a Snore in ’74. Это был последний раз, когда Леннон играл с Маккартни.

### 1977—2024
В июле 1977 года Гэри Келлгрен утонул в бассейне своего голливудского особняка. В это время в доме находился деловой партнёр Келлгрена, он позвонил в полицию и сообщил, что Гэри плавал в глубокой части бассейна, несмотря на то, что недавно был прооперирован (из-за чего мог, периодически, испытывать физическую слабость). Любовница и секретарша Келлгрена, Кристианн Гейнс, утонула вместе с ним. 34-летнюю Гейнс, в последний раз видели живой сидящей на надувном матрасе в воде. Она не умела плавать. Впоследствии, гитарист Ронни Вуд высказывал мнение, что Келлгрен, вероятно, умер от удара электрическим током, пытаясь починить какие-то подводные колонки, а Гейнс утонула, пытаясь его спасти.
Потеря друга и делового партнёра сильно ударила по Стоуну. В одночасье он стал ответственным за поддержание работы всех трёх студий, но сосредоточил своё внимание на Лос-Анджелесе и постепенно начал терять интерес к филиалу в Сосалито.
10 января 1978 года Studio C была полностью уничтожена из-за возгорания электропроводки. Во время пожара Маршалл Чэпмен работала с продюсером Элом Купером и басистом Томом Кометом над своей пластинкой Jaded Virgin в Studio B неподалёку. Она помогала другим музыкантам и техническому персоналу выносить из здания мастер-записи в безопасное место. Гитаристка вспоминала: «Это можно было бы сравнить со спасением картин Рембрандта из Лувра… Я помню, что увидела надпись „Hotel California“ на одной из [аудиоплёнок] и „John Lennon“ на другой. Я чуть не упала в обморок, когда поняла, что держу в руках коробку с мастер-копиями песен Стиви Уандера из „Songs in the Key of Life“».
В течение 13 месяцев Studio C была отстроена заново и оснащена новейшим оборудованием. В феврале 1979 года Стивен Стиллсз стал первым американским артистом крупного лейбла, который записал материал на цифровом оборудовании. Системе фирмы 3M, установленной вместо предыдущей аналоговой аппаратуры. Под руководством звукорежиссёра Майкла Браунштейна Стиллз записал новую версию композиции «Cherokee», ранее выпущенную в его дебютном сольном альбоме.
В начале 1980-х годов деятельность Record Plant в Лос-Анджелесе расширилась за счёт покупки большего количества передвижных студий. В 1982 году Стоун арендовал звуковые павильоны M и L на территории Paramount Pictures для звукозаписи фильмов. Среди саундтреков, к созданию которых приложила руку Record Plant, были «Звёздный путь 2: Гнев Хана», «Энни», «Сорок восемь часов» и «Офицер и джентльмен». Вскоре студии понадобилось более престижное местоположение.
В 1985 году студия Record Plant на Третьей западной улице закрылась. По этому случаю, сотни её клиентов и сотрудников приняли участие в «Последнем джем-сейшене». В январе 1986 года новое помещение студии звукозаписи открылось по адресу Сикамор-авеню, дом 1032, в Голливуде, в бывшей студии Radio Recorders «Annex», легендарном месте с большим историческим бэкграундом, где до этого записывались такие культовые исполнители, как Элвис Пресли и Луи Армстронг.
8 декабря 1987 года Стоун продал контрольный пакет акций лос-анджелесской студии Chrysalis Records Джорджа Мартина, при этом Стоун продолжал управлять Record Plant. В 1989 году Стоун продал Мартину оставшуюся часть акций и покинул пост руководителя. В 1991 году Рик Стивенс, экс-президент издательства Summa Music Group, выкупил Record Plant, и полностью отремонтировал её. Были добавлены отдельные VIP-комнаты отдыха, а также атриум с джакузи и бильярдным столом.
В 2002 году хип-хоп исполнитель Канье Уэст записал в Record Plant песню «Through the Wire», через две недели после скандальной автокатастрофы, в которую он попал, возвращаясь из студии домой — заснув за рулём. Название и содержание композиции отсылает пережитому им глубокому эмоциональному потрясению («в любой момент ты можешь всё потерять […] Я чуть не потерял свою жизнь, свой рот, свой голос, всё своё лицо, как рэпера… и мне пришлось попасть на ТВ!»), а также к тому факту, что он исполнял её с металлическими штативами в челюсти. Альбом, в который вошла песня, The College Dropout, а также две следующие пластинки Уэста — Late Registration и Graduation — также были записаны на Record Plant.
В 2006 году американская певица Бейонсе записала в Record Plant песни «Green Light» и «Kitty Kat», а также некоторые фрагменты композиции «Déjà Vu» из своего второго альбома B’Day. В 2010 году Бейонсе записала там же часть своего четвёртого альбома — 4. В 2013 году, она записала в стенах Record Plant несколько композиций для своего одноимённого альбома, хотя ни одна из них не попала в финальную версию пластинки, песня «7/11» вошла в её специальное издание — Beyoncé: Platinum Edition. В 2015 году Бейонсе записала в этой студии несколько треков для лонгплея Lemonade, включая песни «Hold Up» (которую она позже выпустила в качестве третьего сингла альбома) и «6 Inch» при участии The Weeknd.
В июле 2024 года было объявлено о закрытии студии.

## Сосалито
28 октября 1972 года Келлгрен и Стоун открыли в Сосалито (Северная Калифорния) Studio A, приурочив торжественную вечеринку к состоявшемуся через несколько дней Хэллоуину. Менеджером филиала была назначена Джинджер Мьюз, ранее управлявшая Wally Heider Studios. Параллельно шло строительство второго помещения, Studio B, с аналогичным оборудованием (оно было ведено в эксплуатацию в феврале 1973 года). Здание площадью 990 м2 представляло собой бывший офисный комплекс, обшитый диагональным сайдингом из красного дерева, который располагался в промышленном районе недалеко от портовых сооружений. В финансовых отчётах студия фигурировала под названием Sausalito Music Factory.
Келлгрен и Хидли разработали дизайн студий (А и B) чтобы они имели одинаковый размер и акустические свойства (т. н. «мёртвая» комната, где стены покрыты звукопоглощающим материалом, так что реверберация и эхо практически отсутствуют), а также обе были оснащены мониторами фирмы Westlake, разработанными Хидли. Studio A была украшена рисунком в виде солнечных лучей на стенах и белой тканью, свисающей с потолка. Studio B имела более яркий дизайн, с множеством слоёв разноцветной ткани на потолке и разноцветными узорами на стенах. Келлгрен и Стоун разослали приглашения на вечеринку на дощечках из красного дерева; среди гостей были Джон Леннон и Йоко Оно, которые пришли в костюмах в виде деревьев.
Первой записью сделанной в Сосалито стала пластинка Crazed Hipsters дуэта Finnigan & Wood (Майк Финниган и Джерри Вуд) под руководством продюсера Эла Шмитта. После запуска Studio B её возглавил звукорежиссёр Том Флай, прилетевший в Калифорнию из Нью-Йорка. Первыми клиентами Флая стали New Riders of the Purple Sage, записавшие с ним пластинку The Adventures of Panama Red. В тот же период он помог группе Sly & the Family Stone записать альбом Fresh.
Идея построить филиал в Сосалито была предложена барабанщиком Бадди Майлз и диджеем Том «Большой папочка» Донахью (одним из пионеров радиовещания), которые попросили Келлгрена и Стоуна расшириться в район залива Сан-Франциско. Целью было создать студию для отдыха вдали от суеты большого города и шумихи шоу-бизнеса. Майлз и Донахью пообещали интегрировать в новую студию свой звукозаписывающий бизнес и продвигать её с помощью отдельного радиошоу. Придуманное для этой цели передача — «Live From the Plant» — транслировалась на рок-станции Донахью KSAN — ориентированной на AOR-формат — в течение следующих двух лет, в основном по воскресеньям. В неё приглашали различных рок-звёзд, таких как Grateful Dead, Джерри Гарсия, The Tubes, Питер Фрэмптон, Боб Марли и The Wailers, Pablo Cruise, Рори Галлахер, The Marshall Tucker Band, Джимми Баффетт, Бонни Райт, Линк Рэй, Линда Ронстадт и Fleetwood Mac.
KSAN, известная как «Jive 95», была самой популярной радиостанцией среди слушателей в возрасте от 18 до 34 лет в районе Бэй-Ривер, и передача «Live From the Plant» была у всех на слуху. Донахью умер в апреле 1975 года, после чего количество выпусков радио-шоу резко сократилось. Одной из заметных последних трансляций был концерт Нилса Лофгрена и его группы с приглашённым Элом Купером; они выступили на вечеринке Record Plant в честь Хэллоуина 1975 года.
Вскоре филиал в Сосалито получил славу одной из четырёх лучших студий звукозаписи в районе залива Сан-Франциско, остальные три — CBS/Automatt (ныне несуществующая), Wally Heider Studios (теперь Hyde Street Studios) и Fantasy Studios. В первый год работы студии в ней был записан материал Бадди Майлза, альбом Grateful Dead Wake of the Flood (арендовавшей всё здание в августе 1973 года), а также первая сольная пластинка Грегга Оллмана Laid Back.
Владельцы студии делали упор на экстравагантность. Для перевозки музыкантов Стоун использовал лимузин с фирменными номерными знаками DEDUCT, в то время как у Келлгрена был фиолетовый «Роллс-ройс» с надписью GREED на номерном знаке. Как и помещение в Лос-Анджелесе, студию оборудовали джакузи, помимо этого в конференц-зале вместо диванов лежали водяные матрасы. На кухне работали повара, нанятые обеспечить музыкантов экологически чистыми блюдами, а в Милл-Валли, в пяти минутах езды, рядом друг с другом располагались два гостевых дома. На заднем дворе студии располагалось баскетбольное кольцо, а в близлежащей гавани наготове стояла моторная лодка — для рыбалки и морских прогулок.
В студию была налажена еженедельная доставка баллонов с закисью азота (веселящего газа) — чистой, не смешанной с кислородом, которую используют при стоматологической анестезии, — от местной химической компании под предлогом того, что газ необходим для процесса звукозаписи. По воспоминаниям очевидцев, что музыканты из Grateful Dead и их звукорежиссёр Дэн Хили часто употребляли его в рекреационных целях — для получения искусственного веселья и чувства опьянения.
По воспоминаниям Эла Купера, когда он помогал Нилсу Лофгрену дорабатывать материал для пластинки Cry Tough (в течение нескольких дней, в основном, работая над аудиодорожками), то настолько сильно увлёкся экспериментами с новым допингом, что постоянно держал один из баллонов рядом с собой для «освежения» между дублями. Он вдыхал так много веселящего газа, что азотная кислота скопилась в его желудке, усугубив язву, и в течение нескольких дней он чувствовал себя настолько плохо, что не мог работать. Тем не менее, клавишник отмечал, что развлечения с веселящим газом прекратились раз и навсегда после того как друг Келлгрена был найден мёртвым (от асфиксии) рядом с одним из баллонов с трубкой во рту.

### The Pit
Чтобы удовлетворить пожелания Слая Стоуна, одно из офисных помещений Record Plant было переделано в необычную студию звукозаписи, получившую название «The Pit» (рус. «Яма»). «Яма» представляла собой акустически «мёртвую» комнату площадью 13 квадратных метров. Микшерный пульт, находившийся в помещение, был утоплен на 3,0 м ниже пола (в фундамент здания) и со всех сторон окружён площадкой для музыкантов, находившейся на уровне земли. Благодаря тщательной звукоизоляции «Яма» имела очень футуристичный вид — пол, стены, потолок и лестница студии были обиты тёмно-бордовым плюшевым ковролином. Визуальную атмосферу помещения дополняли психоделические фрески и вышивка на ковролине.
Между диспетчерской звукорежиссёра и основной студийной зоной не было окон, элемента ранее считавшегося фундаментальным методом разделения звука. Вместо этого вокруг площадки с микшерным пультом был установлен небольшой козырёк, также покрытый ковролином. В одну из стен «Ямы» была вмонтирована двухъярусная кровать, однако, чтобы добраться до неё нужно было пролезть через пару гигантских красных губ. Аудиоразъёмы в изголовье кровати позволяли подключать микрофон напрямую к микшерному пульту, чтобы артист мог петь, лёжа под одеялом. Гитарист Боб Уэлч (лидер группы Fleetwood Mac) отмечал, что «всё это было „за гранью добра и зла“ — вершиной помешательства 1970-х на всяких излишествах».
По словам Эла Купера, антураж «Ямы» «был чем-то похож на третью часть „Безумного Макса“», а Джек Брюс считал, что она напоминает человеческое сердце, «со всевозможными оттенками красного искусственного меха на стенах». Слай Стоун время от времени записывался в «Яме», но по большей части она пустовала. Оставаясь диковинкой, «белой вороной», как её прозвал продюсер Джимми Робинсон, помещением, которую показывали новичкам, чтобы вызвать «вау-эффект». Разделение между звукорежиссёром и музыкантами не нравилось Стоуну, и он записал львиную часть своего материала спуская орган Хаммонда вниз, к микшерному пульту, играя на нём самостоятельно, либо размещая за инструментом клавишника.
Келлгрен сравнивал «Яму» с Ferrari в том смысле — чтобы управлять этим автомобилем нужно точно знать, что ты делаешь. В конце августа 1975 года Келлгрен прилетел из Лос-Анджелеса с басистом Биллом Уайменом, который только что закончил большой гастрольный тур с The Rolling Stones. В «Яме» Уаймен джемовал с Ваном Моррисоном, который играл на саксофоне, гитаристом Джо Уолшем, бывшим барабанщиком Crosby, Stills, Nash & Young Далласом Тейлором, пианистом Леоном Расселлом и духовым оркестром Tower of Power. После чего он записывал свои вокальные партии лёжа на кровати с бутылкой бренди в руке. Некоторые из записанных композиций вошли в сольный альбом музыканта Stone Alone (1976).

### Середина — конец 1970-х
К 1975 году один час аренды Record Plant составлял 120 долларов. Наиболее заметными проектами того времени стал альбом Стиви Уандера Songs in the Key of Life, который записывал свой будущий шедевр в конце 1976-го года, дебютник Сэмми Хагара Nine on a Ten Scale, записанный в «Яме», а также пластинка группы The Tower of Power cut In the Slot. В Сосалито были записаны несколько альбомов Pure Prairie League, одноимённый дебютник Paris — нового проекта Боба Уэлча, после его ухода из Fleetwood Mac — , а также пластинка Hearts группы America. С помощью мобильных студий был записан материал для альбомов Дэна Фогельберга, Слая Стоуна, Джо Уолша и The New Riders of the Purple Sage.
В феврале 1976 года Fleetwood Mac забронировали студию для записи своей следующей пластинки (Rumours), пригласив звукорежиссёров Кена Кэйллата и Ричарда Дашута. Кэйллат отвечал за большую часть трекинга и специально взял отпуск в Wally Heider Studios (своём основном месте работы), предположив, что группа будет сводить материал здесь же. Однако, большинству музыкантов студия не понравилась (из-за этого, пластинку заканчивали в Wally Heider Studios) — они жаловались на отсутствие окон и хотели перебраться в другое место. Этому воспрепятствовал Мик Флитвуд. Группа использовала Studio B с её 24-дорожечным магнитофоном фирмы 3M, различные студийные микрофоны и микшерный пульт фирмы API Audio с эквалайзерами 550A. Хотя Кэйллат был впечатлён аппаратурой, ему не нравилась акустика посещения из-за её «очень мёртвых динамиков» и большого количества звукоизоляции. Впоследствии Флитвуд отмечал, что они обходили «Яму» стороной (несмотря на то, что в тот период группа сама вела чрезвычайно гедонистический образ жизни), поскольку там обычно находились странного вида незнакомцы, которые нюхали кокаин фасуя наркотик с помощью бритвенных лезвий.
В конце 1977 года 19-летний Принс записал в Сосалито свой дебютный альбом For You, арендовав дом неподалёку, чтобы полностью погрузиться в работу. Он сам сыграл на всех инструментах и спродюсировал альбом. Создавая эту пластинку он в три раза превысил выделенный бюджет и не слушал советов от более именитых коллег, находившихся в студии. Записывая материал он познакомился со Слаем Стоуном, Чакой Хан (кавер-версия песни Принса «I Feel for You» в её исполнении стала большим хитом) и Карлосом Сантаной, тремя музыкантами, которыми восхищался. Альбом был раскритикован прессой за перепродюсированность (однако, карьеру самого музыканта назвали многообещающей) и потерпел коммерческое фиаско.
В 1977 году альбом Rumours стал «платиновым», превратив Fleetwood Mac в международную сенсацию — только в США альбом возглавлял местный чарт на протяжении 31 недели (с перерывами). После этого последовали ещё две «платиновые» пластинки от группы Pablo Cruise — A Place in the Sun (1977) и Worlds Away (1978). Кори Лериос, клавишник и вокалист коллектива, вспоминал, что во время записи «лучших из их четырёх альбомов [на Record Plant]», постоянное употребление наркотиков позволяло устраивать джем-сейшны, которые могли длиться до 36 часов. «Это было отличное время, без сомнения», — отмечал музыкант. Ещё одним «платиновым» альбомом, записанным в Сосалито в 1978 году, стал Twin Sons of Different Mothers (1978) Дэна Фогельберга — совместный проект с Тимом Вайсбергом. Другие пластинки того периода были менее успешными: так, Джимми Клифф записал материал для Give Thankx на Ямайке, однако приехал в Сосалито, чтобы доработать песни под руководством продюсеров Боба Джонстона и Джона Стронаха. Клиффу понравилась непринуждённая атмосфера студии, и он называл Give Thankx своей лучшей работой, на текущий момент.

### 1980-е
Певец, композитор и продюсер Рик Джеймс стал постоянным резидентом Record Plant (в Сосалито) с середины 1981 года. Он записал все песни для Street Songs — мульти-платинового альбома с хит-синглами «Super Freak» и «Give It to Me Baby» — в студиях A и B. Джеймс был известен быстрым темпом работы над песнями, а также высоким уровнем потребления кокаина. Какое-то время Джеймс жил прямо в конференц-зале студии, на одном из водяных матрасов.
Джим Гейнс (один из самых известных продюсеров и звукорежиссёров в поп-музыке) вспоминал, «группы, которые не записывались в студии, [но оказывались не подоплёку], приходили просто посмотреть [на Джеймса], [так как все были очень наслышаны о нём] и поздороваться с ним». Джеймс был известен тем, что мог заявиться на сессии других музыкантов в одном полотенце и иногда сбрасывал его «перед находившимися там женщинами» для пущего эффекта. Менеджер студии Шайло Хобел (Shiloh Hobel) отмечал, что когда Слай Стоун впервые встретился с Джеймсом в стенах Record Plant: «Это был просто невероятный момент. Сошлись две музыкальные величины… которые по-настоящему восхищались друг другом».
В 1981 году Крис Стоун продал филиал в Сосалито Лори Некочеа (англ. Laurie Necochea) — меломанке, которая в 1978 году, будучи подростком, получила компенсацию в размере 5,6 миллиона долларов из-за чрезмерного облучения (признанного врачебной ошибкой) во время лечения рака щитовидной железы, повлёкшего паралич и параплегию. Стоун так высказался о сделке: «Она купила студию в Сосалито, потому что благодаря этому могла свободно ходить за кулисы на концертах».
До 1982 года филиалом Record Plant в Сосадито руководили Стив Малкольм и Боб Ходас. За это время студия получила неофициальное название «The Plant Studios» или просто «The Plant». В 1982 году Некочеа профинансировала покупку двух новых микшерных пультов Trident T.S.M. для студий A и B. Кроме того, чтобы приспособить помещение к требованиям хард-рок-группы 707, менеджер и главный техник «The Plant» Терри Делсинг (Terry Delsing) переработал дизайн студии A, модифицировав акустические свойства помещения. Новшества включали в себя установку специальных потолочных панелей с эффектом жалюзи для управления характеристиками реверберации. Модификации подверглась диспетчерская Studio B, которую увеличили с 139 до 172 м2. Помимо этого, в помещение были установлены новые студийные мониторы — A.C.D. от Meyer Sound Laboratories, первая подобная система спроектированная Джоном Мейером. Общая сумма вложений составила около 250.000 долларов. Почётное право первым опробовать новые возможности студии B доверили Рику Джеймсу. В этот же период группа Huey Lewis and the News записала в Сосалито свой чрезвычайно успешный альбом Sports.